# Пост-метал
Пост-метал (англ. post-metal) — музичний напрямок, що є сумішшю пост-року і металу,і походить від прогресивного року та індастріалу. Характеризується звучанням електрогітар з ефектом дисторшн, похмурою атмосферою, поступовим розгортанням музичного полотна, що дозволяє провести паралелі з мінімалізмом, і мінімальною виразністю вокалу.
Термін «пост-метал» з'явився у Великій Британії у 1990-х, в ці ж роки цей термін зустрічається у характеристиці творчості Tool, проте сучасне його значення в США відсилає до музики останніх років, починаючи з альбому Oceanic гурту Isis, випущений у 2002 році. Близькими за значеннями є терміни інстро-метал, посткор, артметал і деякі інші, хоча термін «пост-метал» переважає.
Соліст гурту Isis Аарон Тернер означив пост-метал, як «метал мислячої людини» (англ. thinking man's metal), вказавши на зв'язок з артметалом й авангардом, та прагнення пост-металу вийти за межі свого напрямку . За словами Тернера, ґрунт для його пошуків у напрямку пост-металу підготувала експериментальна творчість таких гуртів, як Flying Luttenbachers, Melvins, Godflesh і Neurosis, причому у композиціях останніх двох властиві елементи пост-металу досить відчутні.

## Характеристика
Поєднання рис пост-року і металу можна трактувати як взаємодію темного і світлого - дисторшовані гітари та гортанний вокал, притаманний металу із використанням чистих інструментів, що притаманно пост-року. Композиції виконуються у повільному або помірному темпі, фокусуючись на змінах гармонії та фактурно-тембрових співставленнях, гітарні соло або рифи не характерні.
В альбомі Panopticon гурту Isis, який є одним із яскравих прикладів звучання пост-металу добре помітні елементи пост-року в контрасті між спокійними мелодійними пасажами й агресивними дисторшн випадами. Подібну музичну структуру можна почути на другому альбомі групи Pelican випущеному в 2005 році -- The Fire in Our Throats Will Beckon the Thaw, композиціям якого також властиве поступове розгортання.

### Інструментовка
Зазвичай пост-метал гурт складається із двох або трьох гітар, бас-гітари, синтезатора, ударної установки, а також вокаліста. 
Існує багато суто інструментальних груп, таких як наприклад Pelican. При цьому відомі приклади нестандартної настройки гітар, наприклад, у згаданому альбомі Panopticon використовується настройка B, F#, B, E, G#, B

### Вокал і тексти
Один із базових принципів пост-металу полягає в тому, що ціле більше суми його частин. Відповідно до  цього принципу, музичні інструменти звичайно порівно представлені в композиціях. На їх тлі вокал майже не виділяється при загальному зведенні, і в більшості випадків виконується в стилі хардкору, тобто скоріше гортанний і крик, ніж скрім чи гроул. Тексти охоплюють широкий тематичний спектр, зокрема метафізичні, екзистенціальні питання, або глобальним проблемам, що протиставляються особистим. Також тексти торкаються теми політичної незадоволеності й критики стадного менталітету.

### Музична форма
З точки зору форми композицій, пост-метал більше тяжіє до пост-року ніж металу: характерні тривалі crescendo та diminuendo (можливе їх багаторазове застосування, т.зв. "хвильова драматургія"), на одній темі (або на одній гармонічній послідовності), тоді як важкий метал здебільшого використовує куплетну форму. Як відмічав Аарон Тернер, "стандартна пісенна форма куплет-приспів-куплет-приспів вже була стільки разів використана, що зберігати вірність їй виглядає безглуздим, коли існує стільки шляхів для дослідження".[10] Результатом цього є досить тривалі композиції, звичайно в межах 6-11 хвилин. Тому типовий пост-метал трек не вписується у звичні радіо чи комерційні стандарти. Також альбоми трактуються як квазі-концептуальні, справляючи найбільший вплив при повному прослуховуванні. Також, нерідко альбоми натхнені літературними впливами, наприклад At the Soundless Dawn гурту Red Sparowes. Якоюсь мірою це також ріднить пост-метал із сучасною академічною музикою, зокрема мінімалізмом Стіва Райха і Джона Кейджа.
Часто пост-металева композиція починається з соло гітари, поступово розгортаючись до одночасної гри шести й більше виконавців, як наприклад це відбувається у композиції "Genesis" з альбому The Beyond гурту Cult of Luna. Також, композиція може початися раптовим зануренням у відкрито агресивну атмосферу від самого початку. Такі пісні дещо виходять за межі жанру, проте й вони як правило мають певні фрагменти спокійного звучання. Відповідними прикладами є "False Light" за альбому Oceanic гурту Isis, "Australasia" з альбому Australasia гурту Pelican, або "Monstrously Low Tide" з альбому "Leaving Your Body Map" гурту Maudlin of the Well.

### Обкладинки альбомів
Більшість гуртів пост-металу використовують схожу образність при оформленні обкладинок альбомів. Це зображення океанів та океанічних істот (як восьминоги, кальмари, кити чи міфічні левіафани), пейзажі та зображення хмарного неба. Журнал Terrorizer зазначає, що альбом Oceanic має "досить подібний водний пейзаж" як і альбом Salvation гурту Cult of Luna підкреслюючи мотив безкрайніх морських просторів.

## Критика
Оскільки цей напрямок досить новий і охоплює творчість невеликої кількості виконавців, потреба у застосуванні терміну "пост-метал" для класифікації музики піддається сумніву з боку критиків. До того ж пост-метал має багато спільного з такими течіями, як дум-метал, прогресивний метал, (, sludge metal, and stoner metal - ?) Інші, однак, доводять, що елементи цих напрямків представлені у специфічний спосіб, що відрізняє пост-метал поміж інших і вимагає застосування окремого терміну.
Учасник гурту Pelican Тревор де Бро (Trevor de Brauw) зазначає: 
| Мене приваблює метал, однак я не думаю, що Pelican є метал-гуртом. Коли нас називають інструментал або пост-метал, або металкор або щось подібне, я можу зрозуміти, чому це трапляється, однак не відчуваю тісний зв'язок... На мій погляд наша музика має значно більше спільного з панком чи хардкором. |
Також на думку критиків естетична подібність у виконавстві та оформленні альбомів не може бути визначальною для віднесення невеликої кількості гуртів до пост-металу, як окремого напрямку. Творцем цієї образності вважають гурт Isis, проте гурти, що використовували подібну образність і грали у подібному стилі існували ще до того, як Isis популяризували пост-метал.

## Виконавці
- Neurosis
- Isis
- Cult of Luna
- Pelican
- Mouth of the Architect
- Rosetta
- Dirge
- Year of No Light
- Steak Number Eight
- Omega Massif
- Tides From Nebula
- Tephra
- Bossk
- Tesa
- Swallow The Ocean
- Seven Nautical Miles
- Light Bearer
- Russian Circles
- Baroness
- The Ocean
- Callisto
- *shels
- Amenra
- Cloudcicker
- Reka
- Minsk
- Battle of Mice
- Fall of Efrafa
- Intronaut
- A Storm of Light
- Toundra
- We Made God
- Exxxasens
- Latitudes
- Lento
- General Lee
- North
- Kehlvin
- Arktika
- Zozobra
- Atoma
- Khoma
- Ocoai
- Vygr
- Celeste
- Alaskan
- Adai
- Last Minute to Jaffna
- blckwvs
- Ganon
- Zodiak